# Nederrhinske-vestfalske Rigskreds
Den Nederrhinske-vestfalske Rigskreds (tysk: Der Niederrheinisch-Westfälische Reichskreis) var en rigskreds i det Tysk-Romerske Rige. Kredsen blev oprettet omkring år 1500 som en af 6 kredse (i 1512 udvidet med 4), og den bestod til 1806.
Rigskredsen bestod af Nordvesttyskland samt dele af nutidens Holland, Belgien og Luxembourg. Oprindeligt kredsen kaldt for: Nederlandske-vestfalske rigskreds (tysk: Niederländisch-Westfälischer Reichskreis).
Området omfattede blandt andet Fyrstbispedømmet Liège. Hertugdømmet Geldern (indtil 1548), Nassau-Dillenburg, Oldenborg, Arenberg-Meppen, Grevskabet Bentheim, Corvey, Schleiden, Utrecht, Aachen, Cambrai (fransk fra 1677), Herford, Köln og Dortmund.